# 加藤邦男 (陸軍軍人)
加藤 邦男（かとう くにお、1893年（明治26年）3月15日 - 1951年（昭和46年）1月27日）は、日本の陸軍軍人。最終階級は陸軍少将。旧姓・田能村。

## 経歴
東京府出身。宇佐中学校（現大分県立宇佐高等学校）、熊本陸軍地方幼年学校、中央幼年学校を経て、1914年（大正3年）5月、陸軍士官学校（26期）を卒業。同年12月、工兵少尉に任官し工兵第18大隊付となる。1922年（大正11年）12月、工兵大尉に昇進し、1925年（大正14年）2月、所沢陸軍飛行学校教官に就任。同年5月、兵科を航空兵に転科し航空兵大尉となる。
1929年（昭和4年）3月、航空兵少佐に進み、1930年（昭和5年）8月、飛行第1連隊材料廠長に就任。飛行第1連隊付を経て、1934年（昭和9年）3月、陸軍航空本部員となり、1936年（昭和11年）3月、航空兵中佐に昇進。同年8月、航空本部フランス駐在監督官に転じ、1939年（昭和14年）3月、航空兵大佐に進んだ。
1939年6月、陸軍航空技術研究所員に就任し、陸軍航空整備学校第2教育隊長、航空兵団兵器部長、第2航空軍兵器部長を務め、1943年（昭和18年）3月、陸軍少将に進級した。同年5月に待命となり、同年6月、予備役に編入。同年8月、召集され航空本部付となる。同年9月、航空輸送部長に就任し、第5飛行場司令官を経て、1944年（昭和19年）5月、馬尼刺陸軍航空廠長兼第5飛行場司令官となり、同年9月に召集解除となり帰国した。
1947年（昭和22年）11月28日、公職追放仮指定を受けた。